# Jef Dervaes
Jef Dervaes (Wetteren, 27 oktober 1906 - Gent, 12 april 1986) was een Belgische wielrenner. Hij was beroepsrenner van 1926 tot 1936. In 1926 en in 1928 won hij de Scheldeprijs en in 1928 Brussel-Parijs. Dat jaar won hij ook het Belgisch kampioenschap. In 1929 won hij de Ronde van Vlaanderen en in 1931 Parijs-Rijsel.

## Belangrijkste overwinningen
1926
- Scheldeprijs

1928
- Brussel-Parijs
- Belgisch kampioen op de weg
- Scheldeprijs

1929
- Ronde van Vlaanderen
- Grote 1 meiprijs

1930
- Grote 1 meiprijs

1931
- Grote 1 meiprijs
- Parijs-Rijsel

## Resultaten in voornaamste wedstrijden
| Jaar | Gent-Wevelgem | Ronde van Vlaanderen | Parijs-Roubaix |  | WK op de weg |
| ---- | ------------- | -------------------- | -------------- |  | ------------ |
| 1926 |               |                      |                |  |              |
| 1928 |               |                      | 18e            |  | 4e           |
| 1929 |               | ↑                    |                |  | 4e           |
| 1930 |               |                      | 28e            |  |              |
| 1931 |               | 30e                  | 21e            |  |              |
| 1936 | 14e           |                      |                |  |              |